# Didemnum pitipiri
Didemnum pitipiri är en sjöpungsart som beskrevs av Monniot 1987. Didemnum pitipiri ingår i släktet Didemnum och familjen Didemnidae. Inga underarter finns listade i Catalogue of Life.